# John Middleton Murry
John Middleton Murry, född 6 augusti 1889, död 12 mars 1957, var en brittisk författare. Han var 1912-23 gift med Katherine Mansfield.

## Biografi
Murry har skrivit romaner, lyrik och ett skådespel, men gjorde sig främst känd som litteraturkritiker. Murry var redaktör för The Athenæum 1919-21, grundade 1921 The Adelphi, vars redaktör han sedan var till 1930, samt medarbetade från 1916 i Times literary supplement. Bland Murrys arbeten märks Countries of the mind (2 samlingar 1922 och 1931), Jesus, man of genius (1927), Studies in Keats (1930) och Son of woman (1931, en biografi över Murrys vän D.H. Lawrence). Han utgav efter hustruns död hennes dagbok och brev.